# Víking Ölgerð
Víking Ölgerð is een  IJslandse brouwerij te Akureyri.

## Geschiedenis
De brouwerij werd opgericht in 1939 in Siglufjordur in het noorden van IJsland.  Later verhuisden de brouwactiviteiten naar Akureyri waar de brouwerij nu nog gevestigd is. Víking Ölgerð is de enige brouwerij in IJsland die biologische bieren brouwt. De brouwerij behoort tot de groep Vífilfell.

## Bieren
- Viking
- Thule
- Íslenskur Úrvals
- Black Death Beer